# Ère post-PC

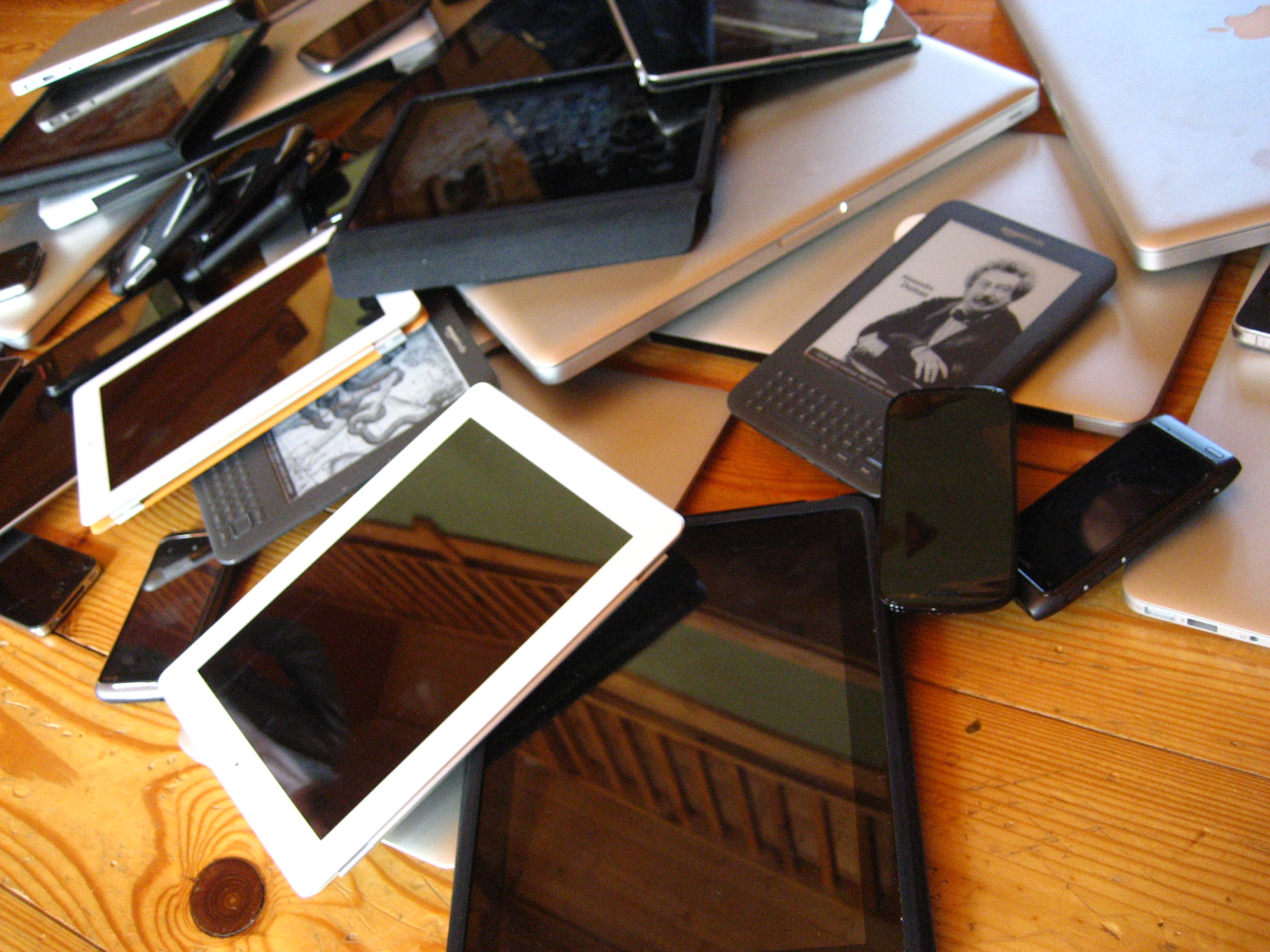
Des appareils mobiles.

 (septembre 2024).
L'ère post-PC est une période commençant à la fin des années 2000 ou au début des années 2010, caractérisée par un déclin des ventes d'ordinateurs personnels (PC) en faveur des appareils post-PC, qui incluent les appareils mobiles tels que les téléphones intelligents et les tablettes informatiques, ainsi que d'autres appareils mobiles associés à l'informatique vestimentaire et l'informatique ubiquitaire. Ces appareils mettent l'accent sur
- la portabilité et la connectivité, y compris l'utilisation de services basés sur l'infonuagique,
- des applications plus ciblées pour effectuer des tâches,
- et la possibilité de synchroniser les informations entre plusieurs appareils de manière transparente.

Le terme ère post-PC a été inventé par le scientifique David D. Clark du MIT, alors que les anciens PDG de Microsoft et d'Apple, Bill Gates et Steve Jobs, prédisaient également une évolution vers les appareils mobiles comme principaux outils informatiques. Steve Jobs a popularisé le terme post-PC en 2007 (lors du lancement du premier iPhone). Par la suite, en 2011, il a lancé l'iCloud, un service permettant à la gamme de produits Apple de synchroniser des données avec des PC par le biais de services en nuage, libérant ainsi les appareils iOS de toute dépendance vis-à-vis d'un PC.
Vers le milieu des années 2010, des sources médiatiques ont commencé à remettre en question l'existence de l'ère post-PC, du moins telle qu'elle est définie conventionnellement, affirmant que les soi-disant dispositifs post-PC ne sont que d'autres formes portables de PC rejoignant les PC de bureau traditionnels qui ont toujours leurs propres zones d'opération et qui continuent d'évoluer,,,,. Par exemple, les ordinateurs de jeu sont de plus en plus populaires auprès de nombreux utilisateurs,.

## Histoire
Le terme post-PC a été utilisé pour la première fois par David D. Clark en 1999. Il considérait que l'avenir de l'informatique serait « inévitablement hétérogène » dans un « réseau plein de services ». Clark a décrit un monde où tout serait capable de se connecter à l'Internet (y compris les montres et les grille-pain), où l'informatique se ferait principalement par le biais d'appareils d'information (en), et où les données seraient stockées par des services d'hébergement centralisés plutôt que sur les disques de l'utilisateur.
Dans un article d'opinion paru en 1999 dans Newsweek, Bill Gates, PDG de Microsoft, a prédit une époque qu'il a baptisée PC Plus, dans laquelle les ordinateurs personnels seraient utilisés avec des appareils qui synchroniseraient de manière transparente les données (telles que les événements du calendrier, les fichiers, les courriers électroniques, etc.). Lors de la Macworld Conference & Expo de 2001, peu de temps après l'éclatement de la bulle Internet et au milieu de l'angoisse de l'ensemble du secteur quant à l'avenir du PC, Steve Jobs, fondateur et PDG d'Apple, a annoncé une stratégie prévoyant que le PC (plus précisément le Macintosh) servirait de centre numérique pour les futurs appareils mobiles (tels que le lecteur MP3 iPod). Steve Jobs a déclaré : « Nous ne pensons pas du tout que le PC est en train de mourir. Nous ne pensons pas du tout que le PC se déplace du centre de l'action. Nous pensons qu'il évolue, tout comme il l'a fait depuis qu'il a été inventé en 1975 et 76 »,.
Lors d'un entretien avec Bill Gates à la 5e conférence All Things Digital (en) en 2007, Steve Jobs a décrit un concept similaire au PC Plus de Gates, connu sous le nom d'appareil post-PC : « une catégorie d'appareils qui ne sont pas aussi polyvalents, qui sont plutôt axés sur des fonctions spécifiques, qu'il s'agisse de téléphones intelligents, d'iPods, de Zunes ou autres. Et je pense que cette catégorie d'appareils va continuer à être très innovante et que nous allons en voir beaucoup ». Steve Jobs a estimé que, malgré ces évolutions, les PC « continueront d'être avec nous et de se transformer pour nous ». Bill Gates a suggéré la prévalence de multiples facteurs de forme pour de tels appareils, y compris de grandes tablettes, des petits téléphones et des appareils de trois mètres pour le salon.
En juin 2010, lors de la conférence D8, alors qu'il était interviewé par Walt Mossberg et Kara Swisher, Steve Jobs a comparé les tablettes et les PC aux voitures et aux camions, déclarant que « [les PC] seront toujours là. Ils auront encore beaucoup de valeur. Mais ils seront utilisés par environ une personne sur x », tout en prédisant que la grande majorité des gens finiront par utiliser les tablettes comme principal dispositif informatique, tout comme la majorité des gens conduisent des voitures et non des camions.
En contradiction directe avec la précédente stratégie de hub numérique d'Apple centrée sur l'ordinateur Macintosh, Steve Jobs a dévoilé en 2011 la plateforme iCloud d'Apple, qui fournit un stockage en nuage pour les données qui peuvent être automatiquement synchronisées entre les produits iOS et les ordinateurs personnels. iOS 5, introduit en même temps qu'iCloud, a également supprimé la dépendance de l'appareil portable à l'égard d'un PC pour la première installation, la synchronisation et les mises à jour logicielles. Jobs a expliqué qu'iCloud remplacerait le PC en tant que hub pour les appareils d'un utilisateur avec des serveurs en ligne - tous les appareils d'un utilisateur, y compris un PC, seraient en mesure de synchroniser et d'accéder automatiquement aux médias et autres fichiers de tous les autres appareils. Tim Cook, l'actuel PDG d'Apple, a continué à développer le concept selon lequel un PC n'aurait plus à être le centre de la vie numérique d'une personne, le considérant comme un appareil au même titre que tout appareil portable que possède un utilisateur. Il a également expliqué que les appareils mobiles tels que les tablettes et les téléphones intelligents seraient « plus portables, plus personnels et nettement plus faciles à utiliser que n'importe quel PC ne l'a jamais été ».
Sur le plan technologique, Jason Perlow (en) a comparé les appareils post-PC aux ordinateurs centraux des années 1970, mais améliorés par l'utilisation de l'informatique en nuage (cloud computing), qui fournit une infrastructure plus flexible et hétérogène pour les services en ligne, et par l'infrastructure de bureau virtuel, qui permet d'utiliser des applications uniquement sur PC lorsque cela est nécessaire.
Matt Baxter-Reynolds estime que le principal argument de vente des appareils post-PC est leur manque de fonctionnalité. Il pense que leur conception plus simple et plus sécuritaire les rend moins intimidants pour les consommateurs comparativement à un PC traditionnel, que l'absence de clavier (contrairement aux ordinateurs portables) contribue à une meilleure portabilité, et il note également l'accent mis sur la connectivité,.
En 2014, Sony avait vendu sa division PC et sa marque VAIO. Ce fait, ainsi qu'une baisse des ventes de PC, avait conduit beaucoup de gens à spéculer que le marché du PC était en train de mourir,. Cependant, le marché du PC a également connu quelques périodes de croissance dans les années 2010, ce qui a conduit d'autres personnes à prétendre exactement le contraire. Les jeux sur PC ont augmenté de 8 % rien qu'en 2012 et devraient continuer à croître. Au deuxième trimestre de 2014, les ventes de PC ont recommencé à augmenter. La croissance du marché des PC compatibles a été stimulée par les fortes ventes de PC portables en 2014.